# Oberwelbsleben
Oberwelbsleben ist eine Wüstung westlich von (Nieder-)Welbsleben im Landkreis Mansfeld-Südharz in Sachsen-Anhalt. Die Ortschaft lag am Langetalbach zwischen Welbsleben und Endorf. 

## Geschichte
Der Ort stammt möglicherweise aus der Thüringerzeit und wurde wohl spätestens gegen 600 gegründet. 964 wurde ein Welbsleben als Welpsleve erstmals in einem Stiftungsbrief des Markgrafen Gero an das Kloster Gernrode, dem unter anderem dort 3 Hufen geschenkt wurden, urkundlich erwähnt. Am 26. Juli 1073 bestätigte König Heinrich IV die Schenkungen seines Vaters an die Kirche von Ballenstedt, darunter auch 3 Hufen in Welbsleben. Am 24. Mai 1179 nahm Papst Alexander III. das Kloster Hagenrode mit seinen Gütern, darunter auch 4 Hufen in einem der Welbsleben (genannt Welpesleve), in seinen Schutz. Am 8. Januar 1200 bestätigte Abt Heithenrich vom Kloster Nienburg die  Besitzungen des Klosters Hagenrode in einem der Welbsleben (wieder genannt Welpesleve). Papst Innozenz III. nahm am 5. Februar 1205 das Kloster Nienburg in seinen Schutz und bestätigte unter anderem dessen Besitz von 10 Hufen in Welbsleben (wieder genannt Welpesleve). Zwei Jahre später, am 9. August 1207, nahm er auch das Kloster Gernrode in seinen Schutz und bestätigte erneut unter anderem dessen Besitz von 3 Hufen in Welbsleben. Auch Papst Gregor IX. nahm das Kloster Gernrode am 12. Juni 1227 in seinen Schutz und bestätigte abermals seinen Besitz, darunter wieder die 3 Hufen aus Welbsleben. Heinricus plebanus war in Welbsleben um 1241 Zeuge einer Schenkung des Grafen Walther von Arnstein an das Hospital in Hettstedt.
Bernard III. von Anhalt belehnte am 11. April 1332 Hans Kegel mit 6 Hufen zu Kelyngvelde, zwei Hufen zu Niederwelbsleben (genannt Neder-Welsleve) und einem Hof zu Oberwelbsleben (genannt Over-Welpsleve). Oberwelbsleben wurde am 13. Juli 1387 beim Verkauf der umliegenden Ortschaften Endorf, Niederwelbsleben und Quenstedt aus der Herrschaft Arnstein durch die Grafen von Regenstein an die Grafen von Mansfeld nicht erwähnt. 
Das Dorf gab um 1400 unter dem Namen Superior Welpsleve zwei Solidi Prokuratorgebühr. Im Jahr 1413 belehnten die Markgrafen Friedrich und Wilhelm von Meißen die Grafen von Mansfeld mit Oberwelbsleben (genannt Ober-Welpsleben) und Ulzigerode. Gegen 1570 beschreibt der Chronist Cyriacus Spangenberg Oberwelbsleben als wüste Dorfstätte. Die Dorfflur ist in der von Niederwelbsleben aufgegangen. 

## Besonderheiten
- Im Dorf gab es eine Kirche, die vermutlich nach dem Heiligen Kreuz geweiht wurde.
- Die sogenannte Silberglocke in der Niederwelbslebener Kirche wurde aus der Wüstung genommen.
- In der Wüstung soll lange Zeit ein großer quadratischer Turm gestanden haben, der mehrere Stockwerke hatte und zuletzt den Junkern aus Hoym gehörte. Dieser war entweder der Kirchturm, oder der alte Wohnturm des Sitzes des Rittergeschlechts von Welbsleben. Die umliegenden Felder hießen Turm-Äcker